# Poecilochorema lepnevae
Poecilochorema lepnevae là một loài Trichoptera thuộc họ Hydrobiosidae. Chúng phân bố ở miền Australasia.